# 타이우향

타이우향의 위치

타이우향(한국어: 태무향, 중국어: 泰武鄉, 병음: Tàiwǔ Xiāng)은 중화민국 핑둥현의 향이다. 넓이는 118.6266km2이고, 인구는 2015년 8월 기준으로 5,223명이다.

## 지리
타이우향은 핑둥현 동부, 중양산맥상에 위치한다. 동고서저의 지세이다.